# Крозерс, Скэтмэн
Бенджамин Шерман «Скэтмэн» Крозерс (англ. Benjamin Sherman 'Scatman' Crothers; род. 23 мая 1910 года — 22 ноября 1986 года) — американский актёр, певец, танцор и музыкант, известный своими ролями  мусорщика Луи в телешоу «Чико и человек» и Дика Хэллорана в фильме 1980 года «Сияние».
Он выбрал прозвище «Скэтмен», когда прослушивался в 1932 году для радиошоу в Дейтоне.

## Фильмография
| Год  |    | Русское название             | Оригинальное название           | Роль                  |
| ---- | -- | ---------------------------- | ------------------------------- | --------------------- |
| 1955 | ф  | Альфред Хичкок представляет  | Alfred Hitchcock Presents       | Тимоти                |
| 1964 | ф  | Леди в клетке                | Lady in a Cage                  | помощник мистера Пола |
| 1969 | ф  | Хэлло, Долли!                | Hello, Dolly!                   | мистер Джонс-Портер   |
| 1970 | мф | Коты-аристократы             | The Aristocats                  | Кыш-Брысь             |
| 1972 | ф  | Леди поёт блюз               | Lady Sings the Blues            | Большой Бен           |
| 1974 | ф  | Трак Тёрнер                  | Truck Turner                    | Дюк                   |
| 1975 | ф  | Судьба                       | The Fortune                     | рыбак                 |
| 1975 | ф  | Пролетая над гнездом кукушки | One Flew Over the Cuckoo’s Nest | Тёркл                 |
| 1975 | ф  | Оставайся голодным           | Stay Hungry                     | Уильям                |
| 1975 | мф | Чернокожие                   | Coonskin                        | Паппи, старик         |
| 1976 | ф  | Самый меткий                 | The Shootist                    | Мозес Браун           |
| 1976 | ф  | Серебряная стрела            | Silver Streak                   | Портер Ролстон        |
| 1979 | мф | Приключения котёнка Банджо   | Banjo the Woodpile Cat          | Крэйзи Легс           |
| 1980 | ф  | Сияние                       | The Shining                     | Дик Хэллоран          |
| 1982 | ф  | Крысы                        | Deadly Eyes                     | Джордж Фоскинс        |
| 1983 | ф  | Сумеречная зона              | Twilight Zone: The Movie        | мистер Блюм           |
| 1985 | ф  | Путешествие Нэтти Ганн       | The Journey of Natty Gann       | Шерман                |
| 1986 | мф | Трансформеры                 | The Transformers: The Movie     | Джаз                  |